# Zollbrücke (Magdeburg)

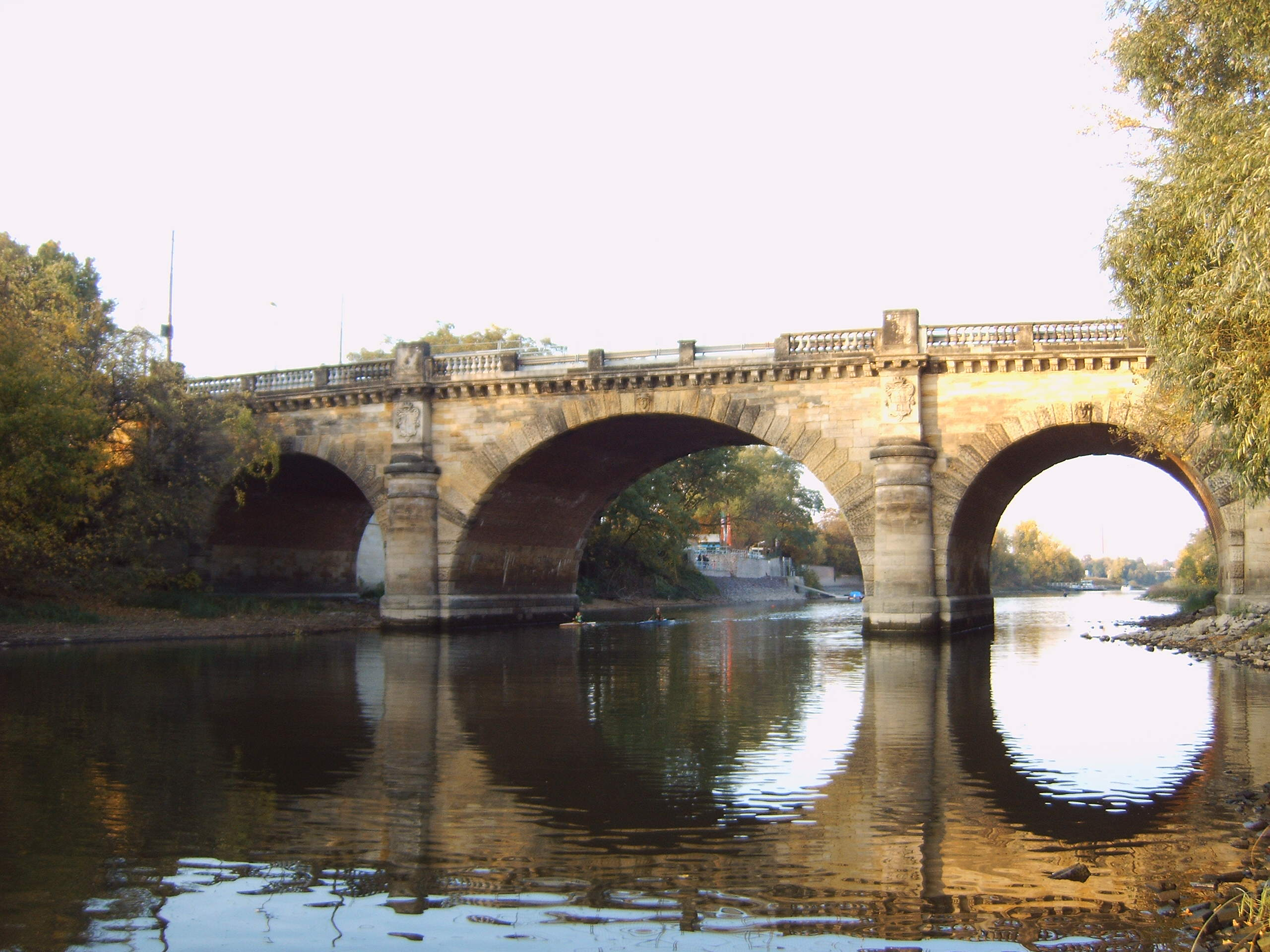
Zollbrücke – Südseite (2006: ohne Figurenschmuck)

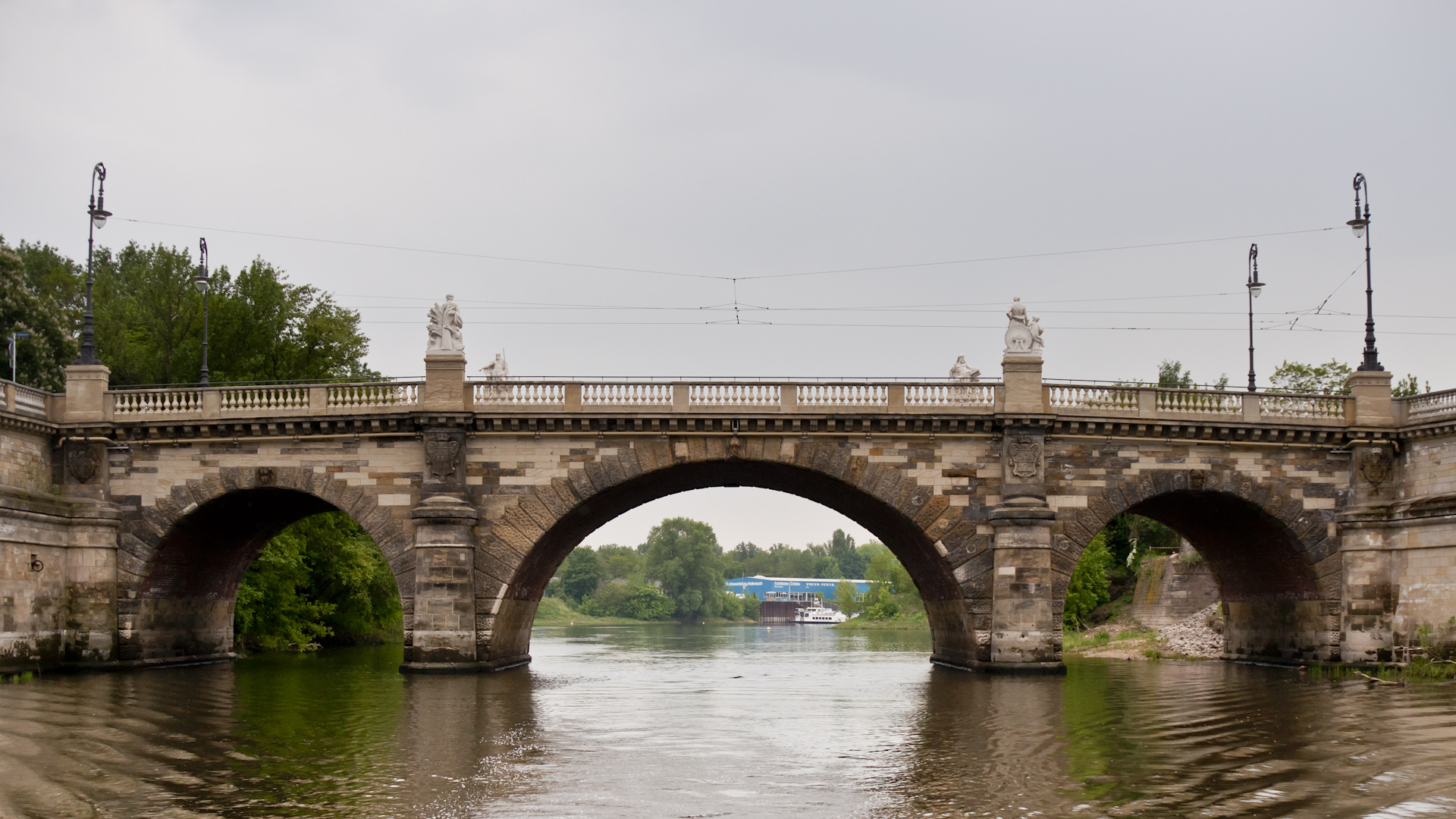
Zollbrücke 2009

Die Zollbrücke ist eine denkmalgeschützte Brücke über die Zollelbe im Magdeburger Stadtteil Werder.

## Lage
Sie stellt die östliche Verlängerung der Neuen Strombrücke dar, über die die historische und noch heute bedeutende östliche Ausfallstraße aus der Magdeburger Altstadt verläuft. Etwas weiter östlich der Zollbrücke schließt sich die Anna-Ebert-Brücke an, die die Alte Elbe überbrückt.

## Architektur und Geschichte

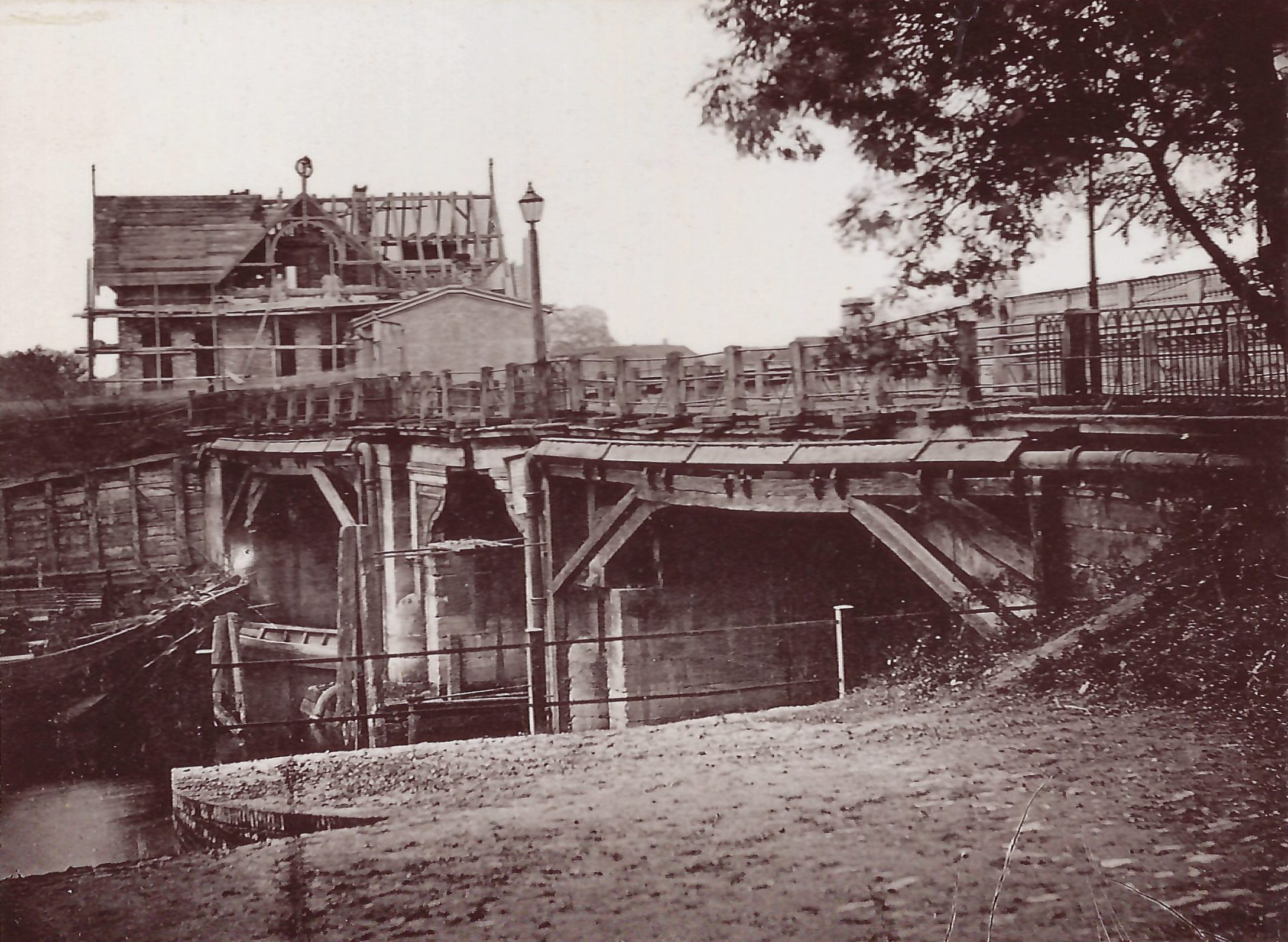
Alte Zollbrücke, Vorgängerbauwerk von 1828

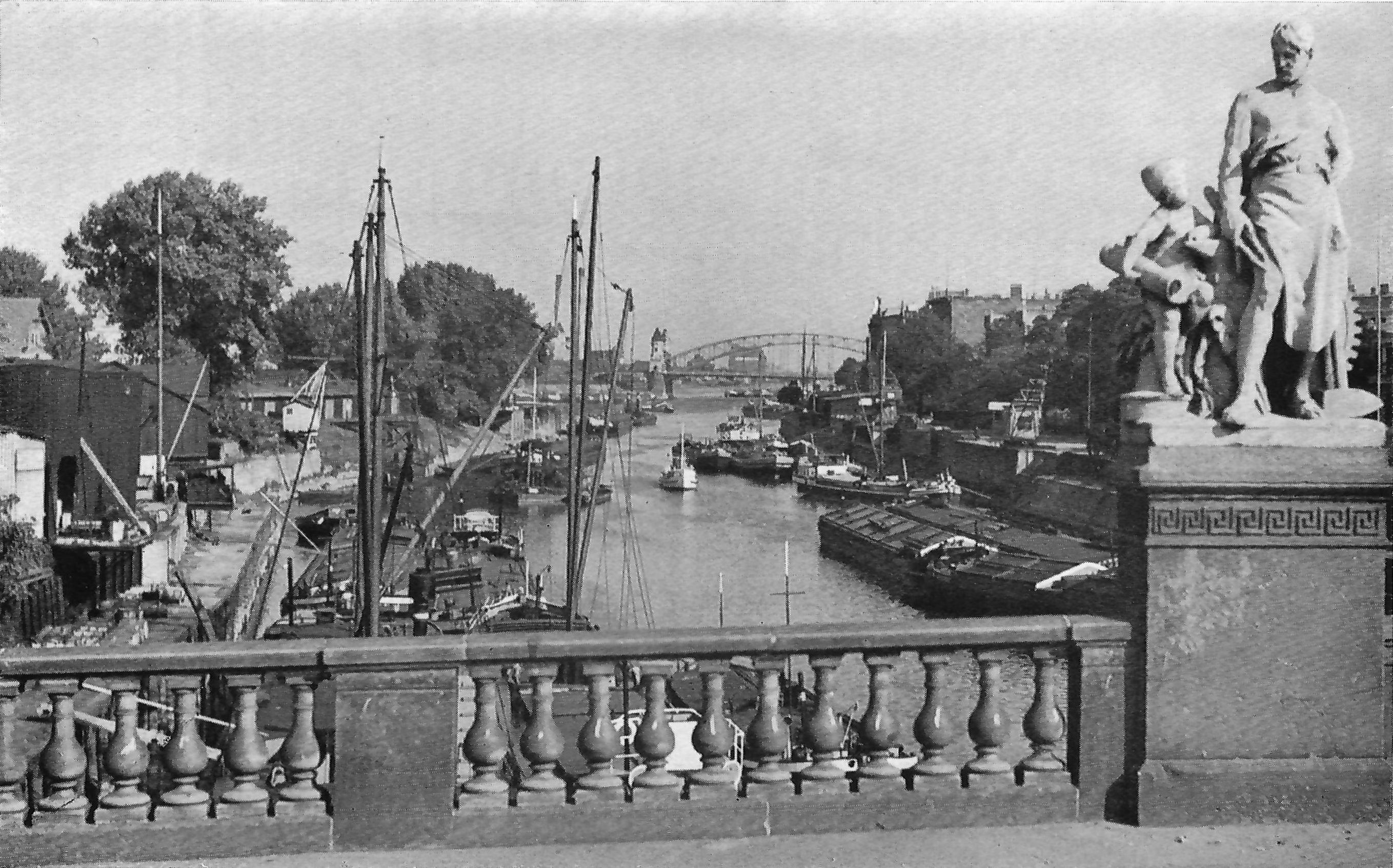
Blick von der Zollbrücke auf die Zollelbe in den 1930er Jahren

Jahrhundertelang gab es Brücken über die Elbe und deren sich häufig verändernde Nebenarme. Von 1826 bis 1828 wurde dann über die Zollelbe das Vorgängerbauwerk errichtet. Es war eine Brücke mit drei Öffnungen. Die mittlere Öffnung bestand aus einer hölzernen Klappbrücke zur Durchfahrt von Schiffen mit stehenden Masten und die beiden Randöffnungen aus zwei hölzernen Sprengwerken. Die Pfeiler waren massiv und auf hölzernen Pfahlrosten gegründet. Aufgrund einer geringen Durchfahrtsbreite und einem hohen Unterhaltsaufwand entschloss sich die Stadt für eine massive Gewölbebrücke als Ersatzneubau.:S. 113
Die Bauarbeiten zur Errichtung der heutigen, dreibogigen Zollbrücke begannen 1879 unter der Oberleitung von Stadtbaurat Ernst Sturmhöfel, die Fertigstellung erfolgte 1882. Sie wurde massiv aus Ziegelsteinen in Zementmörtel errichtet sowie die Stirnwände mit Sandsteinquadern verblendet. Die Gesamtlänge beträgt 43,6 Meter, bei Pfeilerdicken zwischen 3 und 3,3 Meter messen die lichte Weiten der Bögen 10, 17,50 und 10 Meter. Die Brückenbreite zwischen den Brüstungen ist 13,54 Meter. In die Brücke waren Hohlräume integriert, die im Kriegsfall eine Sprengung ermöglichen sollten. Die Baukosten betrugen 273.098 Mark.:S. 106

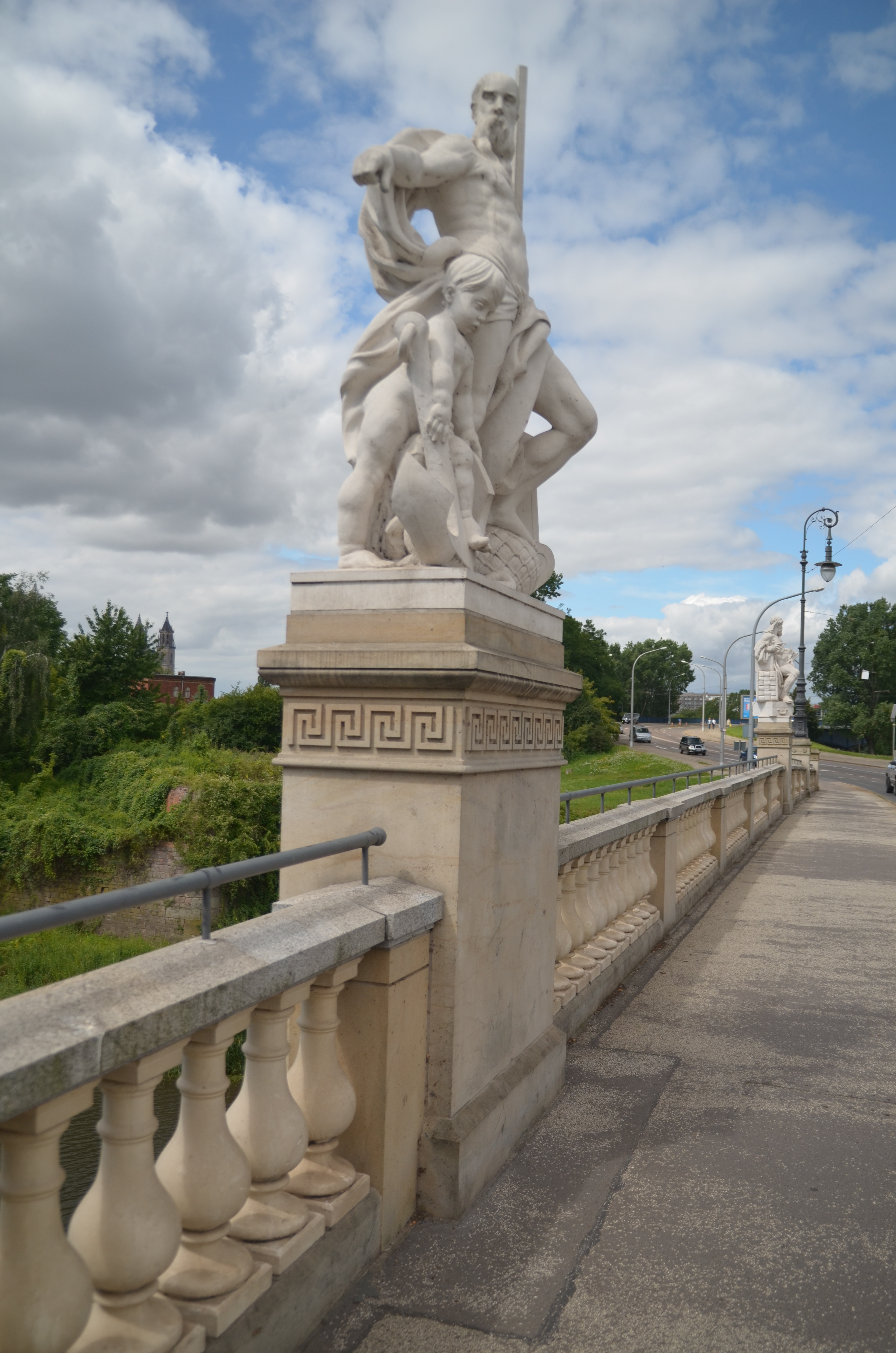
Allegorischer Figurenschmuck (2012)

Die Zollbrücke wurde als repräsentativer Brückenneubau im Stil des Neobarock errichtet und mit vier allegorischen von Emil Hundrieser geschaffenen Figuren geschmückt, die Schifffahrt, Handel, Industrie und Landwirtschaft darstellen. Auch die Balustrade ist eine Arbeit Hundriesers. An den Außenseiten der Brückenpfeiler wurden auf der Nordseite die Wappen der Hansestädte Magdeburg, Hamburg und Brandenburg (Havel) sowie der Stadt Altona und auf der Südseite die der Städte Leipzig, Dresden und Prag sowie der Hansestadt Berlin angebracht. Die an den Stirnseiten eingesetzten Schlusssteine zeigen in der Mitte Merkur und Kilian, an den Seiten Najaden.
Nach einer Instandsetzung auf der Oberseite im Jahr 1995, insbesondere mit einer Dichtungserneuerung auf einer neu eingebauten Stahlbetonplatte, wurde das Bauwerk von 2006 bis 2008 wieder instand gesetzt und das Schmuckwerk saniert. Da die ursprünglich auf der Brücke aufgestellten Figuren nach mehr als 100 Jahren weitgehend verwittert waren, wurden diese entfernt und durch neue Figuren, geschaffen nach alten Vorlagen, ersetzt. Die Baukosten betrugen rund 1,5 Mio. Euro. Im Jahr 2024 wurde die Funktion der Zollbrücke durch einen benachbarten Neubau, die Königin-Editha-Brücke, eine einhüftige Rahmenbrücke mit etwa 70 Meter Stützweite, ersetzt.